# Alberto Zozaya
Alberto Máximo Zozaya (Urdinarrain, Entre Ríos, 13 de abril de 1908 - La Plata, Buenos Aires, 17 de febrero de 1981) fue un futbolista y entrenador argentino. Se destacó como futbolista del Club Estudiantes de La Plata, donde es el segundo goleador histórico de esa institución sumando la totalidad de competencias oficiales de la AFA, y fue el máximo artillero del primer campeonato de la era profesional del fútbol argentino, organizado en 1931.

## Trayectoria
Apodado Don Padilla, se desempeñó como centrodelantero en Estudiantes de La Plata, formando parte de la famosa línea de ataque de Los Profesores junto a Alejandro Scopelli, Miguel Ángel Lauri, Manuel Ferreira y Enrique Guaita.
Jugó en esa institución hasta 1939, con un total de 181 partidos y 144 goles desde el comienzo del profesionalismo en 1931. Fue el goleador del torneo inaugural de la era profesional en Primera División y es uno de los tres máximos artilleros de la historia de Estudiantes en el profesionalismo, sólo superado por Manuel Pelegrina y Ricardo Infante.
Como futbolista del club platense tuvo destacadas actuaciones, consagrándose subcampeón en el último torneo amateur de Primera División, en 1930, y 3.º en el Campeonato de 1931, donde Estudiantes, pese a no coronarse, convirtió 104 goles y fue el equipo más efectivo del certamen. En ese torneo, además, convirtió el primer gol de la era profesional del fútbol argentino, al arquero Ángel Bossio, de Talleres de Remedios de Escalada, a los cinco minutos de juego de un partido en el que Estudiantes se impuso por 3-0.
En 1940, una grave lesión muscular lo impulsó a retirarse. Sin embargo, probó suerte en Bella Vista de Montevideo y luego nuevamente en el fútbol argentino, ya en Racing Club.
Retirado de la práctica profesional, fue entrenador de Estudiantes en la segunda mitad de la década de 1940, desde 1945 hasta 1949. Se consagró campeón de la Copa de la República 1945 y realizó una destacada actuación en el Campeonato de Primera División de 1948, una de las tres mejores campañas de Estudiantes hasta el primer título en torneos de liga del profesionalismo, en el Metropolitano 1967.
Luego dirigió a Platense, Gimnasia de La Plata, Lanús, Defensores de Cambaceres y Benfica de Portugal (1952-1953).

## Selección nacional
Integró el plantel de la Selección Argentina en 9 partidos internacionales, entre 1933 y 1937, donde convirtió 8 goles. Fue campeón del Campeonato Sudamericano 1937 y su marca de cinco conquistas en tres partidos consecutivos es una de las más efectivas de la historia del Seleccionado argentino de fútbol.

## Clubes

### Como jugador
| Club                          | País      | Año       | PJ  | Goles |
| ----------------------------- | --------- | --------- | --- | ----- |
| Club Deportivo Juventud Unida | Argentina | 1923-1925 |     |       |
| Club Central Entrerriano      | Argentina | 1926-1928 |     |       |
| Estudiantes de La Plata       | Argentina | 1929-1939 | 239 | 197   |
| Bella Vista                   | Uruguay   | 1940      | ?   | ?     |
| Racing Club                   | Argentina | 1940      | 2   | 0     |

## Palmarés

### Como jugador
| Título       | Club                | País      | Año  |
| ------------ | ------------------- | --------- | ---- |
| Copa América | Selección Argentina | Argentina | 1937 |

### Como entrenador
| Título               | Club                    | País      | Año  |
| -------------------- | ----------------------- | --------- | ---- |
| Copa de la República | Estudiantes de La Plata | Argentina | 1945 |

### Distinciones individuales
| Distinción                                                    | Año  |
| ------------------------------------------------------------- | ---- |
| Máximo goleador del Campeonato de Primera División (33 goles) | 1931 |
| Máximo goleador del Campeonato de Primera División (16 goles) | 1936 |